# IJsbaan Museumplein

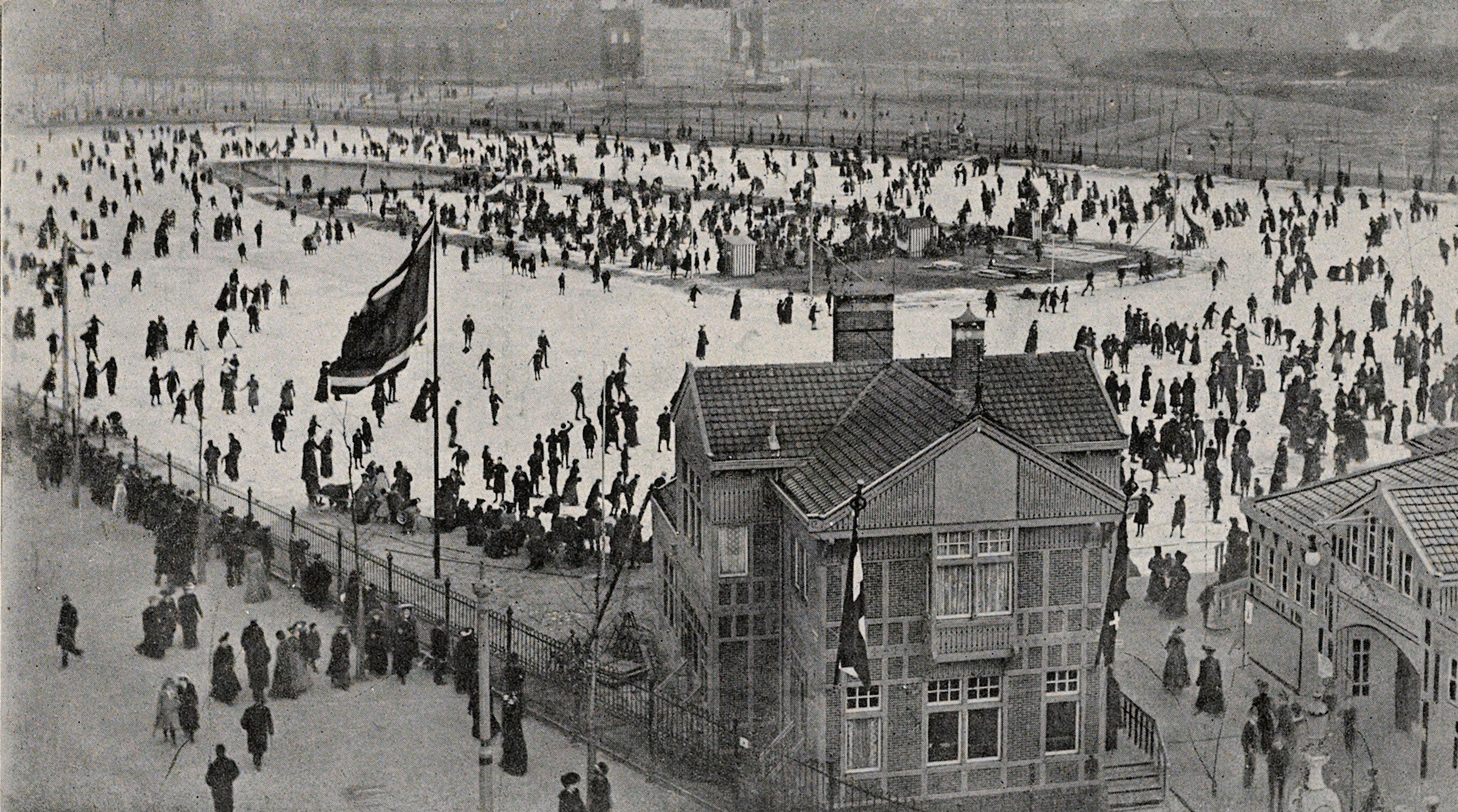
IJsbaan in gebruik

De IJsbaan Museumplein was vanaf 1880 een 400 meter natuurijsbaan in Amsterdam op het ijsclubterrein achter het Rijksmuseumgebouw dat vanaf 1903 officieel het Museumplein heet. Aan het eind van de 19e eeuw werden hier verschillende internationale allroundkampioenschappen georganiseerd, waaronder de eerste officieuze (1889) en officiële (1893) internationale allroundkampioenschappen schaatsen.
Het veld achter het Rijksmuseumgebouw werd vanaf 1880 in de winter gebruikt als ijsbaan en in de zomer gebruikt voor sport- en culturele evenementen. Het terrein stond bekend als het Ijsclubterrein. Vanaf 1905 bevond zich op het terrein tegenover het Concertgebouw het gebouw van de Amsterdamse IJsclub. Na 1937 stopte de gemeente met de verhuur van het terrein aan de schaatsvereniging. De vereniging verhuisde naar het IJsbaanpad. Het clubgebouw werd in 1947 afgebroken.

## Grote kampioenschappen
- 1889 - WK allround mannen
- 1890 - WK allround mannen
- 1891 - WK allround mannen
- 1893 - WK allround mannen
- 1897 - EK allround mannen

### Wereldrecords
| Nr. | Discipline       | Naam             | Land      | Tijd    | Datum           |
| --- | ---------------- | ---------------- | --------- | ------- | --------------- |
| 1.  | 10.000 meter (m) | Oskar Fredriksen | Noorwegen | 20.21,4 | 14 januari 1893 |